# Vouzon
Vouzon település Franciaországban, Loir-et-Cher megyében. Lakosainak száma 1424 fő (2022. január 1.). Vouzon Ménestreau-en-Villette, La Ferté-Saint-Aubin, Sennely, Chaon, Chaumont-sur-Tharonne, Lamotte-Beuvron, Nouan-le-Fuzelier, Pierrefitte-sur-Sauldre és Souvigny-en-Sologne községekkel határos.

## Népesség
A település népessége az elmúlt években az alábbi módon változott:
| Lakosok száma | 1051 | 1107 | 1008 | 1420 | 1500 | 1503 | 1483 | 1466 | 1453 | 1424 |
|               | 1968 | 1982 | 1990 | 2006 | 2013 | 2015 | 2017 | 2019 | 2020 | 2022 |